# 26849 De Paepe
26849 De Paepe este un asteroid din centura principală de asteroizi.

## Descriere
26849 De Paepe este un asteroid din centura principală de asteroizi. A fost descoperit pe 23 aprilie 1992 la Observatorul La Silla de Eric Walter Elst. Asteroidul prezintă o orbită caracterizată de o semiaxă mare de 2,58 ua, o excentricitate de 0,14 și o înclinație de 7,2° în raport cu ecliptica.